# 보엠저빌속
보엠저빌속(Gerbilliscus)은 쥐과 황무지쥐아과에 속하는 설치류 속이다. 11종으로 이루어져 있다.

## 특징
작거나 보통 크기의 설치류이다. 몸통 길이는 102~190mm이고 꼬리 길이는 103~245mm, 몸무게는 최대 154g이다. 몸은 일반적인 저빌의 형태를 띠지만 좀더 크고 튼튼하며 머리가 통통하고 털은 대개 짙은 색을 띤다. 귀는 길다. 발은 가늘고 길다. 암컷은 3~4쌍을 젖을 갖고 있다.

## 분포
모두 육상성, 야행성 동물이다. 사하라 이남 아프리카에 널리 분포한다.

## 하위 종
| - 케이프저빌 (G. afra) - 보엠저빌 (G. boehmi) - 하이펠트저빌 (G. brantsii) - 기니저빌 (G. guineae) - 고롱고사저빌 (G. inclusus) - 켐프저빌 (G. kempii) | - 부시벨트저빌 (G. leucogaster) - 검은꼬리저빌 (G. nigricaudus) - 필립저빌 (G. phillipsi) - 술꼬리저빌 (G. robustus) - 사바나저빌 (G. validus) |